# Henri Cosnier
Pour les articles homonymes, voir Cosnier (homonymie).
Henri Cosnier, né le 14 juillet 1869 à Châtillon-sur-Indre (Indre) et mort le 23 septembre 1932 à Châtillon-sur-Indre, est un homme politique français, député, sénateur.

## Biographie
Ingénieur agronome, il s'installe comme propriétaire exploitant à Châtillon-sur-Indre. Adjoint au maire de sa commune, il devient ensuite conseiller général et président du conseil général.
Il est député de l'Indre de 1906 à 1919. Il siège au groupe radical-socialiste et se montre un parlementaire très actif, participant à la discussion de nombreux textes de loi. En 1914, il devient président de la commission de l'Agriculture.
Battu aux législatives en 1919, il est élu sénateur en 1920, et reste en poste jusqu'à son décès en 1932. Il siège au groupe de la Gauche démocratique, se montrant toujours aussi actif.